# Накаті Май
Накаті Май (яп. 中地 舞; нар. 16 грудня 1980) — японська футболістка. Вона грала за збірну Японії.

## Клубна кар'єра
У 1997 році дебютувала в «Ніппон ТВ Белеза». Наприкінці сезону 2010 року вона завершила ігрову кар'єру.

## Виступи за збірну
У червні 1997 року, її викликали до національної збірної Японії на чемпіонат Азії 1997 року. На цьому турнірі, 5 грудня, вона дебютувала в збірній у поєдинку проти Гуаму. У складі японської збірної учасниця жіночого чемпіонату світу 1999 та 2003 років. З 1997 по 2008 рік зіграла 30 матчів в національній збірній.

## Статистика виступів
| Збірна Японії | Збірна Японії | Збірна Японії |
| Рік           | Матчі         | Голи          |
| ------------- | ------------- | ------------- |
| 1997          | 2             | 0             |
| 1998          | 5             | 0             |
| 1999          | 3             | 0             |
| 2000          | 1             | 0             |
| 2001          | 8             | 0             |
| 2002          | 5             | 0             |
| 2003          | 5             | 0             |
| 2004          | 0             | 0             |
| 2005          | 0             | 0             |
| 2006          | 0             | 0             |
| 2007          | 0             | 0             |
| 2008          | 1             | 0             |
| Загалом       | 30            | 0             |